# VM i ishockey 2000 (kvinder)
VM i ishockey for kvinder 2000 var det 6. VM i ishockey for kvinder. Mesterskabet blev arrangeret af IIHF og blev afviklet i tre niveauer med deltagelse af 24 hold. Det egentlige verdensmesterskab (A-VM) blev afviklet i syv forskellige byer i Canada i perioden 3. – 9. april 2000 med deltagelse af otte hold.
Medaljevinderne var de samme som ved de foregående fem mesterskaber. Guldet gik til værtsnationen Canada, mens USA vandt sølv og Finland bronze.
De lavere rækker blev spillet på forskellige terminer i løbet af foråret 2000:
B-VM (8 hold) i Liepāja og Riga, Letland i perioden 20. – 26. marts 2000.
Kval. til B-VM (8 hold) i Dunaújváros og Székesfehérvár, Ungarn i perioden 22. – 26. marts 2000.
| A-VM   | A-VM     |
| ------ | -------- |
| Guld   | Canada   |
| Sølv   | USA      |
| Bronze | Finland  |
| 4.     | Sverige  |
| 5.     | Rusland  |
| 6.     | Kina     |
| 7.     | Tyskland |
| 8.     | Japan    |

| B-VM | B-VM       |
| ---- | ---------- |
| 9.   | Kasakhstan |
| 10.  | Schweiz    |
| 11.  | Norge      |
| 12.  | Danmark    |
| 13.  | Frankrig   |
| 14.  | Letland    |
| 15.  | Tjekkiet   |
| 16.  | Italien    |

| Kval. til B-VM | Kval. til B-VM |
| -------------- | -------------- |
| 17.            | Nordkorea      |
| 18.            | Slovakiet      |
| 19.            | Storbritannien |
| 20.            | Belgien        |
| 21.            | Holland        |
| 22.            | Ungarn         |
| 23.            | Australien     |
| 24.            | Sydafrika      |

## VM
Det egentlige VM blev spillet i syv forskellige arenaer i syv forskellige byer i Canada.
- Mississauga
- Barrie
- Kitchener
- London
- Niagra Falls
- Oshawa
- Peterborough

### Indledende runde
De otte hold spillede i den indledende runde i to grupper med fire hold. De to bedste fra hver gruppe gik videre til semifinalerne, mens de øvrige fire hold gik videre til nedrykningsrunden.

#### Gruppe A
| Dato | Kamp             | Res. | Perioder      | Spillested |
| ---- | ---------------- | ---- | ------------- | ---------- |
| 3.4. | Sverige - Kina   | 1-1  | 0-0, 1-0, 0-1 |            |
| 3.4. | Japan - Canada   | 0-9  | 0-3, 0-2, 0-4 |            |
| 4.4. | Sverige - Japan  | 10-0 | 2-0, 3-0, 5-0 |            |
| 4.4. | Canada - Kina    | 8-1  | 5-0, 2-0, 1-1 |            |
| 6.4. | Kina - Japan     | 3-0  | 2-0, 1-0, 0-0 |            |
| 6.4. | Canada - Sverige | 4-0  | 2-0, 2-0, 0-0 |            |

| Gruppe A | Kampe | Mål   | Point |
| -------- | ----- | ----- | ----- |
| Canada   | 3     | 21-10 | 6     |
| Sverige  | 3     | 11-50 | 3     |
| Kina     | 3     | 5-9   | 3     |
| Japan    | 3     | 00-22 | 0     |

#### Gruppe B
| Dato | Kamp               | Res. | Perioder      | Spillested |
| ---- | ------------------ | ---- | ------------- | ---------- |
| 3.4. | Finland - Rusland  | 7-1  | 4-0, 2-1, 1-0 |            |
| 3.4. | Tyskland - USA     | 1-16 | 1-5, 0-4, 0-7 |            |
| 4.4. | Finland - Tyskland | 4-1  | 2-0, 1-1, 1-0 |            |
| 4.4. | USA - Rusland      | 15-0 | 6-0, 7-0, 2-0 |            |
| 6.4. | USA - Finland      | 4-3  | 0-2, 1-0, 3-1 |            |
| 6.4. | Rusland - Tyskland | 7-2  | 1-0, 3-1, 3-1 |            |

| Gruppe B | Kampe | Mål   | Point |
| -------- | ----- | ----- | ----- |
| USA      | 3     | 35-40 | 6     |
| Finland  | 3     | 14-60 | 4     |
| Rusland  | 3     | 08-24 | 2     |
| Tyskland | 3     | 04-27 | 0     |

### Nedrykningsrunde
De fire hold, der sluttede på tredje- eller fjerdepladsen i grupperne i den indledende runde, spillede om 5. – 8.-pladsen og om at undgå én nedrykningsplads til B-VM, som fra det efterfølgende mesterskab skiftede navn til 1. division.
| Dato               | Kamp             | Res. | Perioder          | Spillested  |
| ------------------ | ---------------- | ---- | ----------------- | ----------- |
| Semifinaler        |                  |      |                   |             |
| 7.4.               | Kina - Tyskland  | 3-0  | 0-0, 3-0, 0-0     | Mississauga |
| 7.4.               | Rusland - Japan  | 8-4  | 3-3, 1-1, 4-0     | Mississauga |
| Kamp om 7.-pladsen |                  |      |                   |             |
| 9.4.               | Japan - Tyskland | 2-3  | 0-0, 1-2, 1-0 0-1 | Mississauga |
| Kamp om 5.-pladsen |                  |      |                   |             |
| 9.4.               | Kina - Rusland   | 0-4  | 0-0, 0-1, 0-3     | Mississauga |

### Finaler
De fire hold, der sluttede på første- eller andenpladsen i grupperne i den indledende runde, spillede i semifinalerne, bronzekampen og finalen om guld-, sølv- og bronzemedaljer.
| Dato        | Kamp              | Res. | Perioder          | Spillested  |
| ----------- | ----------------- | ---- | ----------------- | ----------- |
| Semifinaler |                   |      |                   |             |
| 8.4.        | Canada - Finland  | 3-2  | 2-1, 1-1, 0-0     | Mississauga |
| 8.4.        | USA - Sverige     | 7-1  | 1-0, 3-0, 3-1     | Mississauga |
| Bronzekamp  |                   |      |                   |             |
| 9.4.        | Finland - Sverige | 7-1  | 2-0, 2-1, 3-0     | Mississauga |
| Finale      |                   |      |                   |             |
| 9.4.        | USA - Canada      | 2-3  | 0-0, 2-0, 0-2 0-1 | Mississauga |

## B-VM
B-verdensmesterskabet blev afviklet den 20. – 26. marts 2000 i byerne Liepāja og Riga i Letland med deltagelse af otte hold. Holdene spillede om én oprykningsplads til A-VM og om at undgå én nedrykningsplads til Kvalifikationsrækken til B-VM. Derudover sikrede de to bedste hold sig en plads i kvalifikationsturneringen om deltagelse ved vinter-OL 2002.
Holdene spillede først i to grupper med fire hold, hvorfra de to bedste i hver gruppe gik videre til oprykningsrunden, mens de to lavest placerede hold i hver gruppe gik videre til nedrykningsrunden. Resultater af indbyrdes opgør mellem hold fra samme indledende gruppe blev overført til op- og nedrykningsrunden, hvor der igen blev spillet i to grupper med fire hold.
Mesterskabet blev vundet af Kasakhstan, som dermed sikrede sig oprykning til A-gruppen, som fra næste mesterskab skiftede navn til VM. Kasakhstan kvalificerede sig dermed også til OL-kvalifikationsturneringen sammen med Schweiz, som blev nr. 2.

### Gruppe A
| Dato  | Kamp                  | Res. | Perioder      |
| ----- | --------------------- | ---- | ------------- |
| 20.3. | Schweiz - Kasakhstan  | 1-2  | 0-1, 0-1, 1-0 |
| 20.3. | Tjekkiet - Letland    | 2-2  | 0-0, 2-1, 1-0 |
| 21.3. | Tjekkiet - Kasakhstan | 2-3  | 0-1, 2-2, 0-0 |
| 21.3. | Letland - Schweiz     | 0-5  | 0-2, 0-1, 0-2 |
| 23.3. | Schweiz - Tjekkiet    | 4-2  | 0-1, 2-1, 2-0 |
| 23.3. | Kasakhstan - Letland  | 3-0  | 1-0, 0-0, 2-0 |

| Gruppe A   | Kampe | Mål   | Point |
| ---------- | ----- | ----- | ----- |
| Kasakhstan | 3     | 8-3   | 6     |
| Schweiz    | 3     | 10-40 | 4     |
| Tjekkiet   | 3     | 6-9   | 1     |
| Letland    | 3     | 02-10 | 1     |

### Gruppe B
| Dato  | Kamp               | Res. | Perioder      |
| ----- | ------------------ | ---- | ------------- |
| 20.3. | Norge - Italien    | 7-0  | 2-0, 2-0, 3-0 |
| 20.3. | Frankrig - Danmark | 2-2  | 0-0, 1-1, 1-1 |
| 22.3. | Frankrig - Italien | 8-2  | 2-0, 2-0, 4-2 |
| 22.3. | Danmark - Norge    | 1-3  | 0-1, 1-0, 0-2 |
| 23.3. | Norge - Frankrig   | 6-2  | 2-0, 2-0, 2-2 |
| 23.3. | Italien - Danmark  | 0-5  | 0-2, 0-1, 0-2 |

| Gruppe B | Kampe | Mål   | Point |
| -------- | ----- | ----- | ----- |
| Norge    | 3     | 16-30 | 6     |
| Danmark  | 3     | 8-5   | 3     |
| Frankrig | 3     | 12-10 | 3     |
| Italien  | 3     | 02-20 | 0     |

### Oprykningsrunde
Oprykningsrunden havde deltagelse af de to bedst placerede hold i gruppe A og gruppe B. De fire hold spillede alle-mod-alle, bortset fra at resultater af indbyrdes opgør mellem hold fra samme indledende gruppe blev overført til oprykningsrunden.
| Dato  | Kamp                 | Res. | Perioder      |
| ----- | -------------------- | ---- | ------------- |
| 25.3. | Norge - Schweiz      | 2-2  | 0-0, 2-0, 0-2 |
| 25.3. | Kasakhstan - Danmark | 3-0  | 0-0, 1-0, 2-0 |
| 26.3. | Schweiz - Danmark    | 4-0  | 1-0, 0-0, 3-0 |
| 26.3. | Kasakhstan - Norge   | 2-1  | 1-0, 0-1, 1-0 |

| Stilling   | Kampe | Mål   | Point |
| ---------- | ----- | ----- | ----- |
| Kasakhstan | 3     | 7-2   | 6     |
| Schweiz    | 3     | 7-4   | 3     |
| Norge      | 3     | 6-5   | 3     |
| Danmark    | 3     | 01-10 | 0     |

### Nedrykningsrunde
Nedrykningsrunden havde deltagelse af de to lavest placerede placerede hold i gruppe A og gruppe B. De fire hold spillede alle-mod-alle, bortset fra at resultater af indbyrdes opgør mellem hold fra samme indledende gruppe blev overført til nedrykningsrunden.
| Dato  | Kamp                | Res. | Perioder      |
| ----- | ------------------- | ---- | ------------- |
| 25.3. | Frankrig - Letland  | 3-3  | 0-1, 1-2, 2-0 |
| 25.3. | Tjekkiet - Italien  | 7-2  | 1-1, 4-1, 2-0 |
| 26.3. | Tjekkiet - Frankrig | 0-1  | 0-0, 0-1, 0-0 |
| 26.3. | Letland - Italien   | 2-0  | 0-0, 1-0, 1-0 |

| Stilling | Kampe | Mål   | Point |
| -------- | ----- | ----- | ----- |
| Frankrig | 3     | 12-50 | 5     |
| Letland  | 3     | 7-5   | 4     |
| Tjekkiet | 3     | 9-5   | 3     |
| Italien  | 3     | 04-17 | 0     |

## Kvalifikation til B-VM
VM's tredjebedste række var Kvalifikation til B-VM og fungerede som kvalifikation til B-VM 2001. Turneringen blev spillet den 22. – 26. marts 2000 i byerne Dunaújváros og Székesfehérvár i Ungarn og havde deltagelse af otte hold. Holdene var opdelt i to grupper med fire hold i hver. Efter gruppespillet gik holdene direkte videre til placeringskampene.
Turneringen blev vundet af Nordkorea, som dermed rykkede op i B-VM, som efterfølgende skiftede navn til 1. division.

### Gruppe A
| Dato  | Kamp                 | Res. | Perioder       |
| ----- | -------------------- | ---- | -------------- |
| 22.3. | Slovakiet - Belgien  | 8-0  | 2-0, 2-0, 4-0  |
| 22.3. | Ungarn - Sydafrika   | 4-3  | 1-0, 2-2, 1-1  |
| 23.3. | Syafrika - Slovakiet | 0-23 | 0-5, 0-8, 0-10 |
| 23.3. | Ungarn - Belgien     | 2-3  | 2-0, 0-0, 0-3  |
| 25.3. | Slovakiet - Ungarn   | 8-0  | 4-0, 3-0, 1-0  |
| 25.3. | Belgien - Sydafrika  | 8-0  | 1-0, 4-0, 3-0  |

| Gruppe A  | Kampe | Mål   | Point |
| --------- | ----- | ----- | ----- |
| Slovakiet | 3     | 39-00 | 6     |
| Belgien   | 3     | 11-10 | 4     |
| Ungarn    | 3     | 06-14 | 2     |
| Sydafrika | 3     | 03-35 | 0     |

### Gruppe B
| Dato  | Kamp                        | Res. | Perioder      |
| ----- | --------------------------- | ---- | ------------- |
| 22.3. | Holland - Australien        | 2-0  | 0-0, 1-0, 1-0 |
| 22.3. | Storbritannien - Nordkorea  | 2-4  | 1-1, 0-2, 1-1 |
| 23.3. | Nordkorea - Holland         | 2-2  | 1-1, 1-1, 0-0 |
| 23.3. | Storbritannien - Australien | 7-1  | 2-0, 1-1, 4-0 |
| 25.3. | Australien - Nordkorea      | 1-8  | 0-3, 1-2, 0-3 |
| 25.3. | Holland - Storbritannien    | 2-5  | 1-2, 0-1, 1-2 |

| Gruppe B       | Kampe | Mål   | Point |
| -------------- | ----- | ----- | ----- |
| Nordkorea      | 3     | 14-50 | 5     |
| Storbritannien | 3     | 14-70 | 4     |
| Holland        | 3     | 6-7   | 3     |
| Australien     | 3     | 02-17 | 0     |

### Placeringskampe
| Dato               | Kamp                     | Res. | Perioder      |
| ------------------ | ------------------------ | ---- | ------------- |
| Kamp om 7.-pladsen |                          |      |               |
| 26.3.              | Sydafrika - Australien   | 0-6  | 0-1, 0-2, 0-3 |
| Kamp om 5.-pladsen |                          |      |               |
| 26.3.              | Ungarn - Holland         | 0-2  | 0-1, 0-0, 0-1 |
| Bronzekamp         |                          |      |               |
| 26.3.              | Belgien - Storbritannien | 1-8  | 0-2, 0-4, 1-2 |
| Finale             |                          |      |               |
| 26.3.              | Slovakiet - Nordkorea    | 1-3  | 1-0, 0-1, 0-2 |